# 방글라데시 표준시
방글라데시 표준시(Bangladesh Standard Time, BST, 벵골어: বাংলাদেশ মান সময়)는 방글라데시의 시간대이다. 이는 협정 세계시(UTC)보다 6시간 빠른 오프셋이며, 전국적으로 국가 표준으로 준수된다. 방글라데시는 계속되는 전력 위기에 대처하기 위해 2009년 일광 절약 시간제(DST)를 잠시 시행했으나 2010년 방글라데시 정부에 의해 이 결정이 취소됐다.
공식 시간 신호는 방글라데시 다카 지역 마니크간지구 하리람푸르 우파질라(Harirampur Upazila)의 하루칸디 연합을 통과하는 90.00° E 경도를 기준으로 계산된 방글라데시 표준시에 의해 제공된다. IANA 시간대 데이터베이스에서는 Asia/Dhaka로 표시된다.